# Lys (Nièvre)
Lys ist eine französische Gemeinde mit 105 Einwohnern (Stand 1. Januar 2022) im Département Nièvre in der Region Bourgogne-Franche-Comté (vor 2016 Bourgogne). Sie gehört zum Arrondissement Clamecy und zum Kanton Clamecy (bis 2015 Tannay).

## Geographie
Lys liegt etwa 52 Kilometer südlich von Auxerre. Nachbargemeinden von Lys sind Tannay im Norden, Saint-Didier im Osten und Nordosten, Dirol im Osten und Südosten, Challement im Süden sowie Talon im Westen.

## Bevölkerungsentwicklung
| Jahr                       | 1962 | 1968 | 1975 | 1982 | 1990 | 1999 | 2006 | 2011 | 2016 |
| -------------------------- | ---- | ---- | ---- | ---- | ---- | ---- | ---- | ---- | ---- |
| Einwohner                  | 183  | 138  | 148  | 129  | 114  | 117  | 124  | 107  | 108  |
| Quellen: Cassini und INSEE |      |      |      |      |      |      |      |      |      |

## Sehenswürdigkeiten
- Kirche Saint-Martin aus dem 15. Jahrhundert, Monument historique seit 1927
- Schloss Lys aus dem 17. Jahrhundert, Monument historique seit 2009

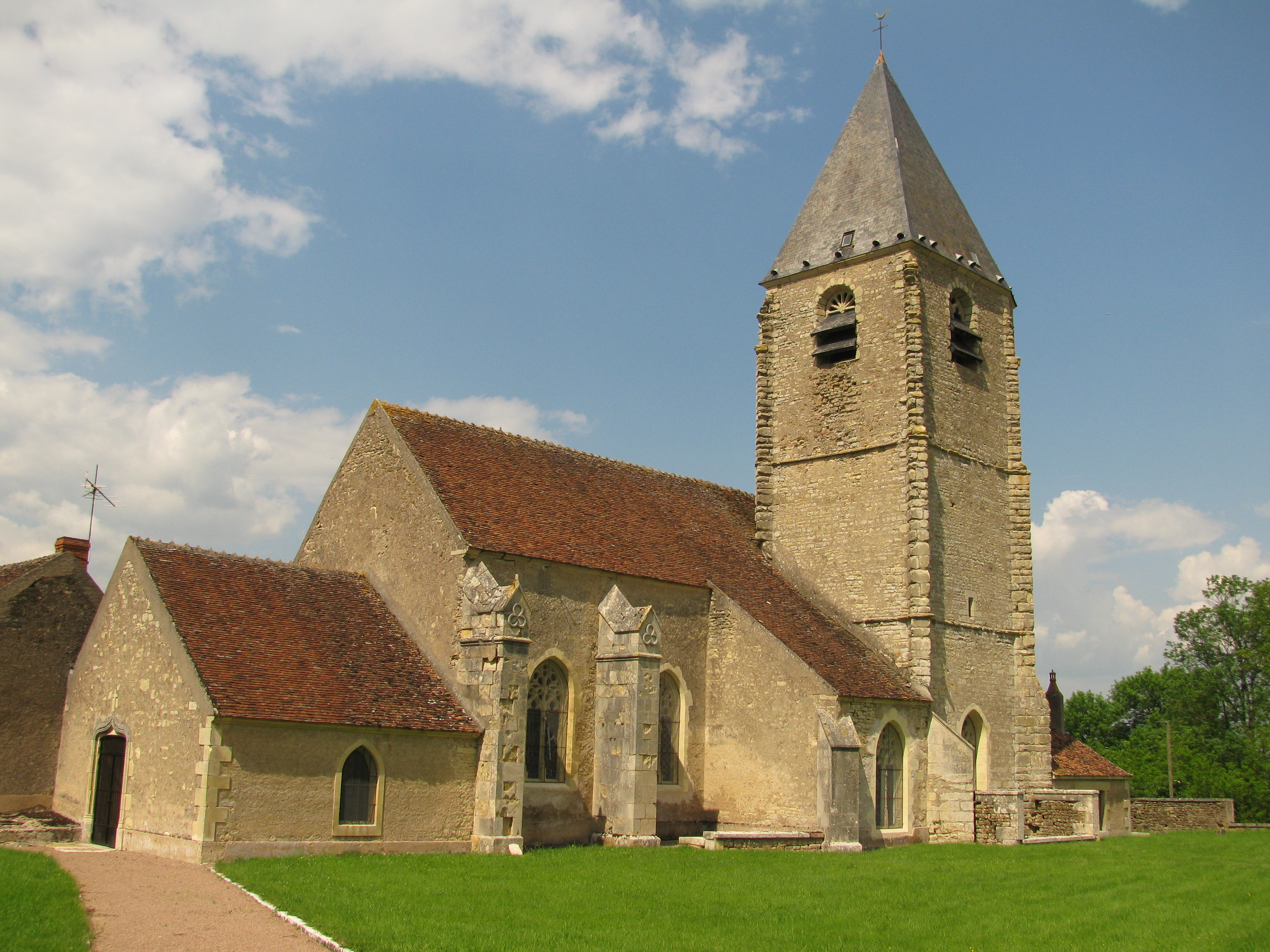
Kirche Saint-Martin
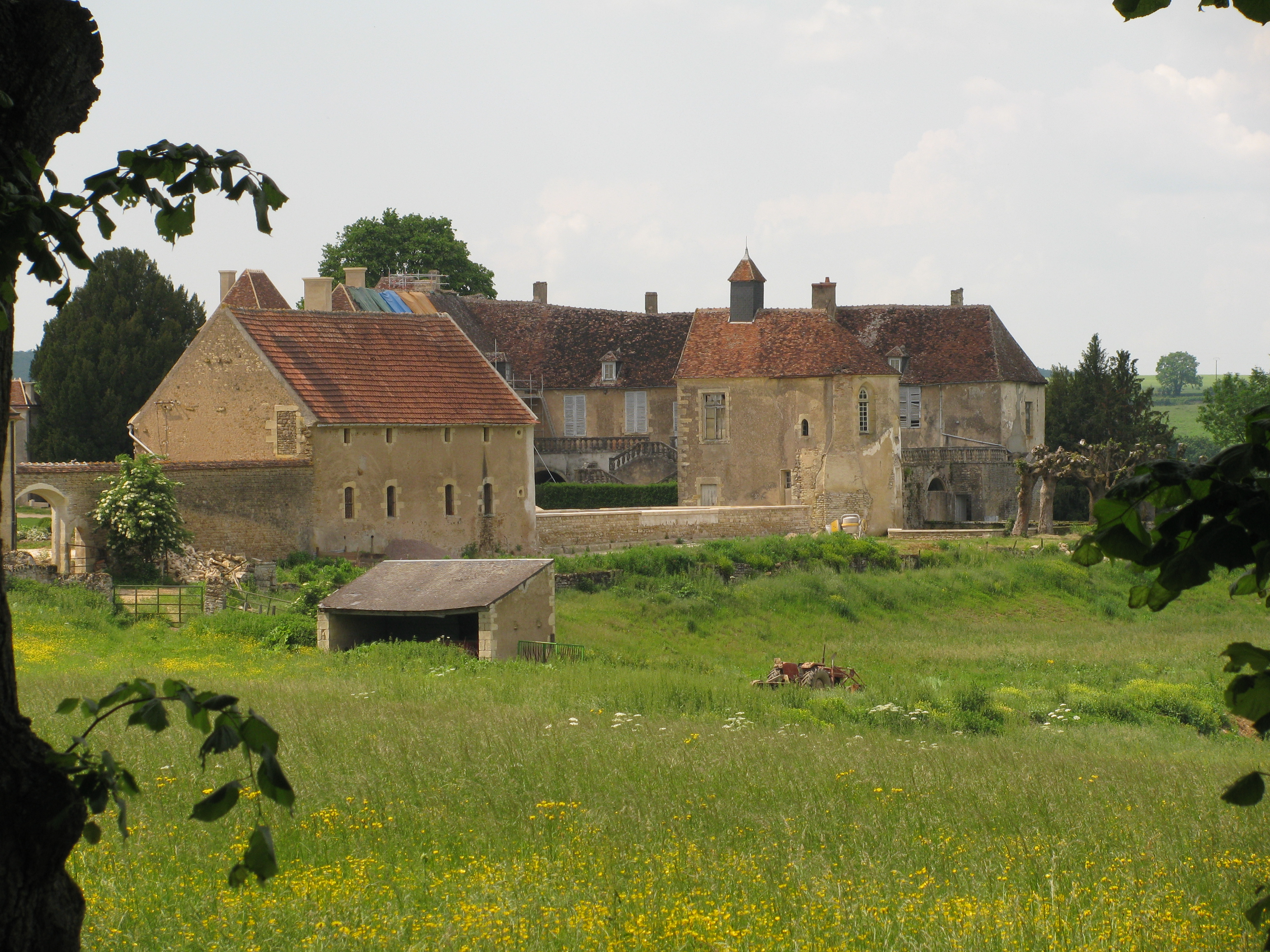
Schloss Lys